# Михэйлешти
Михэйлешти (рум. Mihăilești) — город в Румынии в составе жудеца Джурджу.

## История
Долгое время это была обычная сельская местность. В 1989 году коммуна Михэйлешти получила статус города.